# مودانجيانغ
مودانجيانغ (بالصينية: 牡丹江市) هي مدينة على مستوى محافظة، في جمهورية الصين الشعبية، تتبع هيلونغجيانغ، تبلغ مساحتها 40,435 كيلومتر مربع، رمزها البريدي هو 157000.

## مدن توأم
المدن التوأم:
- خاباروفسك
- يوفاسكولا
- كيكيهار.

## التقسيمات الإدارية
- Dong'an District, Mudanjiang [الإنجليزية]‏
- Yangming District [الإنجليزية]‏
- Aimin District [الإنجليزية]‏
- Xi'an District, Mudanjiang [الإنجليزية]‏
- Dongning, Heilongjiang [الإنجليزية]‏
- Linkou County [الإنجليزية]‏
- سويفنهي
- هايلين
- نينغان
- مولنج.

## أعلام
- هان غينغ
- ريه ناكانيشي
- دونغ شوان